# Heteropsis melinonii
Heteropsis melinonii är en kallaväxtart som först beskrevs av Adolf Engler, och fick sitt nu gällande namn av A.M.E.Jonker och Fredrik Pieter Jonker. Heteropsis melinonii ingår i släktet Heteropsis och familjen kallaväxter. Inga underarter finns listade.